# Lehigh Acres
Lehigh Acres est une ville du comté de Lee, en Floride, aux États-Unis.

## Démographie
| 1970  | 1980  | 1990   | 2000   | 2010   | - |
| ----- | ----- | ------ | ------ | ------ | - |
| 4 394 | 9 604 | 13 611 | 33 430 | 86 784 | - |